# Silvius von Kessel

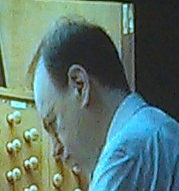
Silvius Von Kessel (2017).

Silvius Carlos Benedict von Kessel, född den 20 februari 1965 i Oldenburg i dåvarande Västtyskland, är en tysk organist. 
von Kessel är sedan 1994, som Wilhelm Kümpels efterträdare, domkyrkoorganist vid domkyrkan i Erfurt. Därjämte är han honorarprofessor vid Hochschule für Musik Franz Liszt Weimar.